# Sesamoides pygmaea
Sesamoides pygmaea (syn. Reseda phyteuma ssp phyteuma, Reseda sesamoides, en Sesamoides clusii) is een polvormende overblijvende plant in de Resedafamilie (Resedaceae).
De plant wordt in het Frans Rampion mignonette genoemd, en in het Duits Rapunzel-Resede.

## Beschrijving
De stengels meet de bloemen buigen neer. De lancetvormige bladeren zijn gaafrandig. De witte, 4-5 mm grote bloemen hebben 7-12 meeldraden en staan in lange aren.

## Verspreiding
De plant komt voor in Noord- en West-Spanje, Zuid- en Midden-Frankrijk, en Noordwest-Italië, op hooilanden, rotsen en vochtige puinhellingen, tot hoogten van 2000 meter.